# عبد الله شاهين
عبد الله شاهين (1894 - 1975) موسيقي وعازف، لبناني، بدأ حياته الفنية بالعزف على الأورغن، ينسب إليه تصميم البيانو الشرقي. كما أنه مؤسس العلامة التجارية صوت الشرق Voix de L'orient Records.

## السيرة الذاتية
ولد عبد الله شاهين، في لبنان عام 1894، بدأ في الرابعة عشر من العمر بعزف الأورغن والهارمونيت أمام الجماهير، في كنيسة القديس يوسف في بيروت، وسرعان ما كشف عزفه الارتجالي عن موهبته الموسيقية، وظل طوال سنوات يعزف، في الكنيسة. كان مولعاً منذ طفولته بالموسيقى، وقد توسل إلى والديه لإرساله إلى معهد فينا للموسيقى، إلا أن والداه كانا يرفضان أن يصبح تروبادور. فاتجه عبد الله إلى العمل في إصلاح وضبط البيانو، حيث بدأت علاقته بالبيانو والتسجيل.
في عام 1942 أسس مؤسسة A. Chahine & Fils (شاهين وأولاده)، للأدوات الموسيقية، فقد كان من أوائل مستوردي الآلات الموسيقية الغربية، قبل أن تصبح في عام 1952 العلامة التجارية صوت الشرق Voix De L'Orient التي كانت أهم شركات إنتاج وتوزيع الموسيقي، والتي أنتجت لأهم المطربين اللبنانيين بما فيهم فيروز.
بين عامي 1930 و1931 كان عبد الله قد توصل إلى التصميم الأولي للبيانو الشرقي (ربع تون)، الذي بدأ تصنيعه منذ عام 1954 بدأ في مصانع فريدريك هوفمان في فيينا، بدعم من مصانع رينر للتطوير والاختبارات في شتوت قارت، وقد عرض لأول مرة في نفس العام.

## الأعمال الموثقة
سجل عبد الله شاهين عدد من الأسطوانات بعضها لا تعرف سنة صدورها، وفيما يلي بعض الأسطوانات المسجلة:
- باقة شرقيه، بارلوفون (1965).
- صوت الشرق (1974).
- وباثيه (عام الإصدار غير معروف).
- من الشرق إلى الغرب العربي، مع مصطفي إسكندراني.
- البيانو في الموسيقي العربية، وهو عمل مشترك مع عدد من المطربين والموسيقيين منهم (محمد عبد الوهاب، يوسف شالوم، روز زهران، ساريزا، مصطفي إسكندراني، محمد الكرد...) وقد صدر عن نادي القرص العربي عام (1993). [1]
- سجل تكريم عبد الله سيلينا من قبل النغم الخالد: عبد الله شاهين، النغم الخالد، صوت الشرق (1979).